# Cycas hainanensis
Cycas hainanensis es una especie de Cycadopsida del género Cycas, de la familia Cycadaceae, del orden Cycadales.

## Distribución
Cycas hainanensis se distribuye por China (Hainan).

## Taxonomía
Fue descrita científicamente por C.J.Chen. Fue publicado por primera vez en C.J.Chen. In: Acta Phytotax. Sin. 13(4): 82, t. 2, figs. 5-6. (1975).